# Crnomasnica
Crnomasnica (cyr. Црномасница) – wieś w Serbii, w okręgu borskim, w gminie Negotin. W 2011 roku liczyła 199 mieszkańców.